# Dragonnade

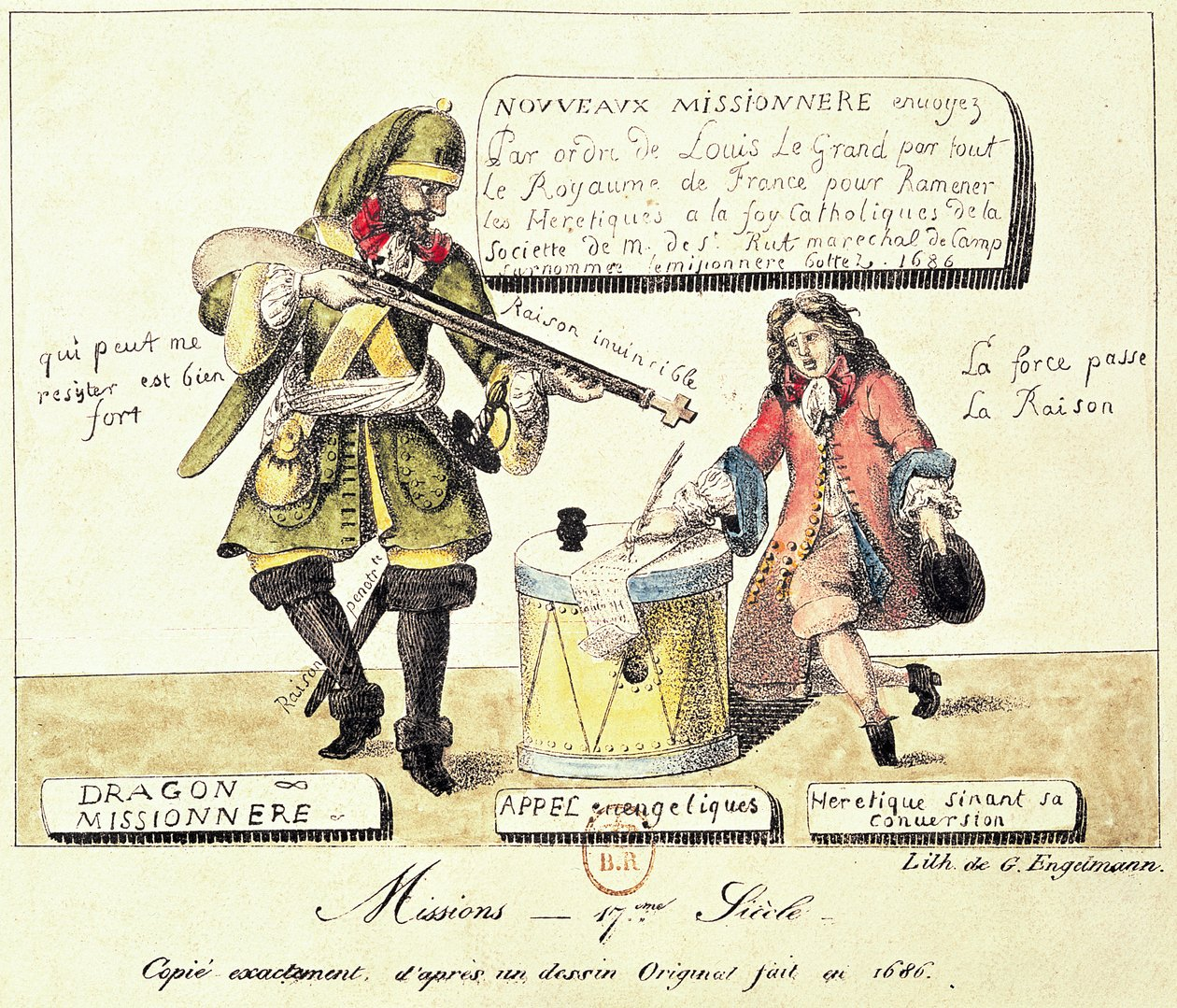
Protestants gravure, waarin 'missionaire' dragonnades worden voorgesteld als kracht die sterker is dan de rede.
Bron: Musée internationale de la Réforme protestante, Genève

Een dragonnade is de inkwartiering van soldaten (dragonders) in de huizen van de Franse hugenoten, met als doel hen te bekeren tot het katholieke geloof. Deze dragonnades vonden plaats reeds voorafgaand aan het intrekken van het Edict van Nantes in 1685 door Lodewijk XIV. De uitvaardiging van het Edict van Fontainebleau maakte de weg vrij voor de hernieuwde vervolging van de Franse protestanten. Naar aanleiding van deze dragonnades, die veelal met geweld gepaard gingen, trokken vele hugenoten naar Nederland en later naar Zuid-Afrika en de Verenigde Staten van Amerika.
De term wordt ook gebruikt voor de inkwartiering van soldaten bij de Afgescheidenen (van de Nederduits Hervormde gemeente) in het Groningse Ulrum (1834).